# Si una noche de invierno un viajero
Si una noche de invierno un viajero (en italiano, Se una notte d'inverno un viaggiatore) es una novela de Italo Calvino publicada en 1979, una obra que se estructura a partir de la metaficción, siendo que el protagonista inicia y termina la novela leyéndola, al igual que el lector auténtico. 
En este libro un Lector comienza a leer la última novela de Italo Calvino Si una noche de invierno un viajero, cuando un error de encuadernacion no le permite continuar. La búsqueda del ejemplar correcto lo conduce a Fuera del poblado de Malbork, que también empieza una Lectora, Ludmilla. Así, una serie consecutiva de accidentes los lleva a descubrir fragmentos de diez historias diferentes, que no llegan a finalizar. En este proceso, el Lector descubre una red de falsificación liderada por un hombre enamorado de Ludmilla, en la que él se había interesado. Luego, junto con otros lectores, descubren diferentes formas de goce de la lectura que el falsificador había intentado frustrar.
El libro se divide en capítulos en los que se desarrolla paralelamente la historia del Lector y Ludmilla, y por otra parte, la exposición de los fragmentos de las novelas con los que tiene su encuentro. La búsqueda para encontrar el desenlace de las historias es el motor de desarrollo de este relato. Encontramos en esta obra cómo los universos de escritor, lector y artista se tejen alrededor del libro.